# ترومپینک
ترومپینک (به لاتین: Trąbinek) یک روستا در لهستان است که در Gmina Dolsk واقع شده‌است.

## خصوصیات
ترومپینک ۱۱۰ نفر جمعیت دارد و ۸۰ متر بالاتر از سطح دریا واقع شده‌است.